# Couëtron-au-Perche
Couëtron-au-Perche é uma comuna francesa na região administrativa do Centro-Vale do Loire, no departamento de Loir-et-Cher. Estende-se por uma área de 86.47 km². Em 2010 a comuna tinha 1 076 habitantes (densidade: 12,4 hab./km²).
Foi criada em 1 de janeiro de 2018, a partir da fusão das antigas comunas de Souday (sede da comuna), Arville, Oigny, Saint-Agil e Saint-Avit.